# 이상윤 (배우)
이상윤(1981년 8월 15일 ~ )은 대한민국의 배우이다.

## 학력
- 여의도고등학교 (졸업)
- 서울대학교 자연과학대학 물리학과 (졸업)

## 출연 작품

### 드라마
- 2006년 KBS2 드라마시티 《변신》 ... 촬스 역
- 2006년 MBC 주말 특별기획 드라마 《에어시티》 ... 김정민 역
- 2006년 KBS2 드라마시티 《하늘 연인》 ... 젊은 김석구 역
- 2007년 일일연속극 《미우나 고우나》 ... 서우진 역
- 2007년 SBS 금요드라마 《신의 저울》 ... 김우빈 역
- 2008년 MBC 저녁 일일연속극 《사랑해, 울지마》 ... 장현우 역
- 2009년 MBC 수목드라마 《맨땅에 헤딩》 ... 장승우 역
- 2010년 SBS 월화 특별기획 드라마 《제중원》 ... 지석영 역 (13~14회 특별출연)
- 2010년 SBS 주말 특별기획 드라마 《인생은 아름다워》 ... 양호섭 역
- 2010년 SBS Plus 트렌디드라마 《키스 앤 더 시티》
- 2010년 MBC 수목드라마 《즐거운 나의 집》 ... 강신우 역
- 2011년 MBC 월화 특별기획 드라마 《짝패》 ... 귀동 역
- 2012년 KBS2 주말 연속극 《내 딸 서영이》 ... 강우재 역
- 2013년 MBC 월화 특별기획 드라마 《불의 여신 정이》 ... 광해군 역
- 2014년 SBS 주말 특별기획 드라마 《엔젤 아이즈》 ... 박동주 / 딜런 박 역
- 2014년 tvN 월화드라마 《라이어 게임》 ... 하우진 역
- 2015년 KBS2 수목 특별기획 드라마 《착하지 않은 여자들》 ... 톱스타 역 (3회 특별출연)
- 2015년 tvN 금토드라마 《두번째 스무살》 ... 차현석 역
- 2016년 KBS2 수목드라마 《공항 가는 길》 ... 서도우 역
- 2017년 SBS 월화드라마 《귓속말》 ... 이동준 역
- 2018년 tvN 월화드라마 《멈추고 싶은 순간 : 어바웃 타임》 ... 이도하 역
- 2019년 SBS 월화드라마 《VIP》 ... 박성준 역
- 2021년 SBS 금토드라마 《원 더 우먼》 ... 한승욱 역
- 2023년 tvN 토일드라마 《판도라: 조작된 낙원》 ... 표재현 역
- 2025년 MBC 금토드라마 《메리 킬즈 피플》 ... 최강윤 역
- 2025년 Netflix 오리지널 드라마 《은중과 상연》

### 영화
| 연도 | 제목                | 역할   | 비고        |
| ---- | ------------------- | ------ | ----------- |
| 2007 | 《색즉시공 시즌 2》 | 기주   |             |
| 2014 | 《산타바바라》      | 김정우 |             |
| 2016 | 《날, 보러와요》    | 나남수 |             |
| 2020 | 《오케이! 마담》    | 리철승 |             |
| 2026 | 《범죄도시5》       | 윤롱   | 첫 천만영화 |

### 예능
- 2011년 tvN 《현장토크쇼 TAXI》 - E.195~196
- 20110221 MBC 《공감토크쇼 놀러와》
- 20121129 KBS2 《해피 투게더》 E275
- 20130421 SBS 《런닝맨》 E142
- 20140323 SBS 《런닝맨》 E190
- 2015년 SBS 《에코빌리지 즐거운 家!》 E.19~20
- 20160331 KBS2 해피 투게더 E442

- 20170203 - 20170324 tvN 《버저비터》
- 20171231 - 20200315 SBS 《집사부일체》
- 20200110 - 20200327 《진짜 농구, 핸섬타이거즈》
- 20200808 JTBC 아는 형님 E242
- 20201027 ~ 20201103 JTBC《갬성캠핑》 E03~E04
- 20201115 tvN 바닷길 선발대 E05
- 20210711 SBS 집사부일체 E180
- 20210914 SBS 신발 벗고 돌싱포맨 E07
- 20230409 ~ 20230416 SBS 집사부일체2
- 20230908 ~ 20230909 MBC 뭐라도 남기리
- 20240222 ~ 20240229 SBS 국민 참견 재판
- 20240511 배우반상회

### 라디오
- 2021년 SBS 파워 FM 《아름다운 이 아침 김창완입니다》 - 게스트 (2021년 10월 14일)

## 기타 활동

### 광고
- 하이트 맥주 (2004년)
- 참이슬 프레시 (2006년)
- 배스킨라빈스 (2007년)
- 삼성생명 (보장자산 편) (2007년)
- SK텔레콤 (2007년)
- 롯데 관광 (2007년)
- KCC 고려화학 (2007년)
- KTF (황당사고 편) (2007년)
- 앤클리프 (2011년)
- 네이버 지식쇼핑 (2012년)
- 프렌치 카페 (2012년)
- 레노마 - 골프웨어 (2013년)
- 레노마스포츠 (2013년)
- 복권위원회 복권기금 (2013년)
- 머렐 (2013년)
- 농심 - 안성탕면 (2013년)
- 클라란스 - 수퍼모이스처젤 (2014년)
- 센트룸 (2014년)
- 쉐보레 - 말리부 (2015년)

### 홍보대사
- 2013년 '코튼데이 2013' 홍보대사
- 2013년 전통문화 보호단체 '예올' 홍보대사
- 2013년 기획재정부 복권위원회 '2013 복권' 홍보대사
- 2014년 '사랑의 열매' 홍보대사
- 2015년 '금융감독원' 홍보대사
- 2016년 '2016 중국인 대구경북 방문의 해' 홍보대사

## 수상 및 후보
| 연도 | 시상식                       | 부문                                           | 작품                       | 결과 |
| ---- | ---------------------------- | ---------------------------------------------- | -------------------------- | ---- |
| 2009 | 제36회 한국방송대상          | 신인탤런트상                                   | 사랑해, 울지마             | 수상 |
| 2010 | MBC 연기대상                 | 남자 신인연기상                                | 즐거운 나의 집             | 수상 |
| 2012 | 제20회 대한민국 문화연예대상 | 드라마부문 인기상                              | 내 딸 서영이               | 수상 |
| 2012 | KBS 연기대상                 | 장편드라마부문 남자 우수연기상                 | 내 딸 서영이               | 후보 |
| 2012 | KBS 연기대상                 | 베스트 커플상 (with 이보영)                    | 내 딸 서영이               | 수상 |
| 2013 | 제8회 아시아 모델상 시상식   | 인기스타상                                     | 빈칸                       | 수상 |
| 2013 | 제49회 백상예술대상          | TV부문 남자 최우수연기상                       | 내 딸 서영이               | 후보 |
| 2013 | 제6회 코리아 드라마 어워즈   | 남자 우수연기상                                | 내 딸 서영이               | 후보 |
| 2013 | 제2회 에이판 스타 어워즈     | 남자 우수연기상                                | 내 딸 서영이               | 후보 |
| 2013 | MBC 연기대상                 | 특별기획부문 남자 우수연기상                   | 불의 여신 정이             | 후보 |
| 2014 | 제9회 에이어워즈             | 컨템포러리부문                                 | 빈칸                       | 수상 |
| 2014 | SBS 연기대상                 | 중편드라마부문 남자 우수연기상                 | 엔젤 아이즈                | 후보 |
| 2015 | 제4회 에이판 스타 어워즈     | 중편드라마부문 남자 우수연기상                 | 라이어 게임, 두번째 스무살 | 후보 |
| 2016 | 제37회 청룡영화상            | 신인남우상                                     | 날, 보러와요               | 후보 |
| 2016 | 제53회 대종상                | 신인남우상                                     | 날, 보러와요               | 후보 |
| 2016 | KBS 연기대상                 | 베스트 커플상 (with 김하늘)                    | 공항 가는 길               | 수상 |
| 2016 | KBS 연기대상                 | 미니시리즈부문 남자 우수연기상                 | 공항 가는 길               | 수상 |
| 2016 | KBS 연기대상                 | 남자 최우수연기상                              | 공항 가는 길               | 후보 |
| 2017 | SBS 연기대상                 | 월화드라마부문 남자 최우수연기상               | 귓속말                     | 후보 |
| 2018 | SBS 연예대상                 | 남자 신인상                                    | 집사부일체                 | 수상 |
| 2019 | SBS 연예대상                 | 쇼·버라이어티부문 우수상                       | 집사부일체                 | 수상 |
| 2019 | SBS 연기대상                 | 미니시리즈부문 남자 우수연기상                 | VIP                        | 수상 |
| 2021 | SBS 연기대상                 | 미니시리즈 코미디·로맨스부문 남자 최우수연기상 | 원 더 우먼                 | 수상 |